# Azat Bajryev
Azat Chodžagel'dyevič Bajryev (in russo Азат Ходжагельдыевич Байрыев?; Balkanabat, 17 febbraio 1989) è un calciatore turkmeno naturalizzato russo, difensore svincolato.

## Caratteristiche tecniche
È un difensore centrale che può essere impiegato anche da mediano.

## Carriera

### Club
Cresciuto nel settore giovanile del Kuban', ha esordito in prima squadra il 14 marzo 2009 in occasione dell'incontro di Prem'er-Liga perso 3-0 contro il Rubin. Nel corso della sua carriera ha disputato oltre 200 partite in PFN Ligi, la seconda divisione del campionato russo.

### Nazionale
Ha giocato nelle nazionali giovanili russe Under-19 ed Under-21.

## Palmarès

### Club

#### Competizioni nazionali
- Campionato russo di seconda divisione: 1

Rotor: 2019-2020